# 伊莎貝拉 (帕爾馬郡主)
伊莎貝拉·瑪麗亞·路易莎·安東妮塔·費迪南塔·約瑟·莎維莉亞·多米尼嘉·喬安娜（本名：Isabella Maria Louisa Antonietta Ferdinanda Josepha Saveria Dominica Joanna；1741年12月31日—1763年11月27日），出生時為帕爾馬郡主（Princess of Parma ）。她被認為和小姑奧地利的瑪麗亞·克里斯蒂娜 (1742-1798)女大公有同性戀關係。

## 早期生活
伊莎貝拉·瑪麗亞·路易莎·安東妮塔·費迪南塔·約瑟·莎維莉亞·多米尼嘉·喬安娜出生于马德里 ，是西班牙公主，在祖父西班牙的费利佩五世的宫廷中长大。她的父亲是西班牙國王費利佩五世的幼子，意大利的帕尔马公爵。她的母亲是14岁的伊莎貝拉 (帕爾馬郡主)，法国路易十五的长女。伊莎貝拉 (帕爾馬郡主)父母婚姻并不幸福，近10年以来， 伊莎貝拉 (帕爾馬郡主)和她母親很親近，1759年母亲死于天花时，她悲痛欲绝。此后，伊莎贝拉确信自己也会英年早逝。

### 婚姻
1760年，伊莎貝拉 (帕爾馬郡主)和约瑟夫二世 (神圣罗马帝国)结婚，伊莎貝拉 (帕爾馬郡主)是哈布斯堡王朝的继承人。伊莎貝拉 (帕爾馬郡主)被护送到奥地利。1760年10月6日，18岁的伊莎貝拉 (帕爾馬郡主)与约瑟夫二世举行了为期数天的婚礼。约瑟夫二世为他的新娘而激动，他的爱使伊莎貝拉 (帕爾馬郡主)不知所措。作为回报，她越来越把自己关在家里，以至于婚后不久，伊莎貝拉 (帕爾馬郡主)就陷入了忧郁之中。

### 与瑪麗亞·克里斯蒂娜的关系
公主大部分时间都在维也纳宫廷度过，不是和她的丈夫在一起，而是和他的妹妹奧地利的瑪麗亞·克里斯蒂娜 (1742-1798)在一起。这两个女人似乎有一种浪漫的女同性恋关系。在伊莎貝拉 (帕爾馬郡主)和奧地利的瑪麗亞·克里斯蒂娜 (1742-1798)认识的几年里，她们在同一个宫廷里交换了200封书信和“情书”。她们在一起的时间太长了，以至于可以和俄耳甫斯和欧律狄刻相提并论。
伊莎貝拉 (帕爾馬郡主)和奧地利的瑪麗亞·克里斯蒂娜 (1742-1798)不仅因为对音乐和艺术的共同兴趣而结合在一起，而且因为彼此深爱而结合在一起。她们每天都给对方写长长的信，在信中她们表达了對方的爱意。虽然奧地利的瑪麗亞·克里斯蒂娜 (1742-1798)的信显示了她快乐的天性，伊莎貝拉 (帕爾馬郡主)的感情却是复杂的，在她的情感表达中，她表现出了某种悲观，反映出她对死亡的日益痴迷。
在一封这样的信中，伊莎貝拉 (帕爾馬郡主)写道：
"我又给你写信了，残忍的妹妹，虽然我刚刚离开你。我忍受不了等着知道我的命运，等着知道你是否认为我是一个值得你爱的人，或者你是否愿意把我扔进河里。我不能容忍这种不确定性，我能想到的只有我疯狂的爱。如果只有我知道为什么会这样，因为你是如此的残忍以至于一个人都不应该爱你，但是我无法控制自己。".
她在另一封信中写道：“别人告诉我每天早上第一件事应该是向上帝祈祷，而我每天起床想的第一个人却是我的爱人，因为我对她的思念永不停歇。"
只有伊莎貝拉 (帕爾馬郡主)的信得以保存，奧地利的瑪麗亞·克里斯蒂娜 (1742-1798)的书信在她死后被毁。

### 怀孕和抑郁
然而，作为王位继承人的妻子，伊莎貝拉 (帕爾馬郡主)的责任是生下一个健康的继承人。尽管如此，公主还是对她的丈夫产生了不安的情绪，这是由对性亲密和怀孕可能性的焦虑引起的。
到1761年底，也就是结婚一年后，伊莎貝拉 (帕爾馬郡主)怀孕了。这是一次特别艰难的怀孕，伊莎貝拉 (帕爾馬郡主)遭受了身体疾病、忧郁和死亡的恐惧。约瑟夫二世被冲昏了头脑又缺乏经验，不能完全理解妻子的痛苦。1762年3月20日，经过9个月的精神和身体上的紧张，伊伊莎貝拉 (帕爾馬郡主)生下了一个女儿，他们给她取名奧地利的瑪麗亞·特蕾莎 (1762-1770)。伊莎貝拉 (帕爾馬郡主)生下孩子后在床上躺了六个星期。
1762年8月和1763年1月，伊莎貝拉 (帕爾馬郡主)经历了两次流产，这两次流产加剧了她的精神不安，使她陷入抑郁，削弱了她的生活意志。
1763年，伊莎貝拉 (帕爾馬郡主)感染天花时，她怀上了六个月的女儿。同年11月22日，早产导致了一名婴儿在出生几小时后死亡。总的来说，在四次怀孕中，只有一个婴儿存活下来。历史上，直到20世纪中期，分娩一直是女性死亡的主要原因，比例高达20%。}}

### 死亡
1763年，伊莎貝拉 (帕爾馬郡主)在生下女儿一周后，跟随女儿在美泉宫去世。她被安葬在皇家墓穴 (维也纳)的墓穴中。约瑟夫二世得不到安慰，也无法从他妻子的死中恢复过来。
他的第二次婚姻（1765年1月至1767年5月）是与巴伐利亞的瑪麗亞·約瑟法。随后，在1765年8月，伊莎貝拉 (帕爾馬郡主)的岳父弗朗茨一世 (神圣罗马帝国)去世，约瑟夫二世继承他成为神圣罗马皇帝，头衔为约瑟夫二世。1767年，巴伐利亞的瑪麗亞·約瑟法死于天花。
伊莎貝拉 (帕爾馬郡主)甚至在她死前就预言他们的女儿不久也会走上这条路。1770年1月23日，他们的女儿奧地利的瑪麗亞·特蕾莎 (1762-1770)死于胸膜炎，享年7岁。这个损失对约瑟夫二世来说是巨大的。在他唯一的孩子死后，约瑟夫二世逐渐退出了公众生活。
注釋：

1. ↑  Simon Sebag Montefiore,Catherine the Great and Potemkin: The Imperial Love Affair, London, 2010
2. ↑  Justin C. Vovk,In Destiny's Hands: Five Tragic Rulers, Children of Maria Theresa, USA, 2010
3. ↑   Archives Nationales de Vienne, Autriche; Der Gruftwächter, play by Kafka; Simon Sebag Montefiore,Catherine the Great and Potemkin: The Imperial Love Affair, London, 2010
4. ↑  Justin C. Vovk,In Destiny's Hands: Five Tragic Rulers, Children of Maria Theresa, USA, 2010
5. ↑  Farquhar, Michael. . Penguin Books. 2001: 91. ISBN 9780140280241.
6. ↑  Margaret Goldsmith. . univie.ac.at. 1936  [2018-02-16]. （原始内容存档于2018-07-28） （英语）.
7. ↑  Michael Farquhar. . 中信出版社. : 101.
8. ↑  .   [2018-11-22]. （原始内容存档于2020-11-11）.